# Prosopocoilus faber
Prosopocoilus faber es una especie de coleóptero de la familia Lucanidae. Presenta las siguientes subespecies: Prosopocoilus faber bugandaensis y Prosopocoilus faber faber.

## Distribución geográfica
Habita en Etiopía.